# Stazione di Nishi-Mukō
La Stazione di Nishi-Mukō (西向日駅?, Nishi-Mukō-eki) è una stazione ferroviaria delle Ferrovie Hankyū situata a Mukō, nella prefettura di Kyoto. Presso la stazione fermano solo i treni locali e semiespressi della linea Kyoto.

## Linee
- Ferrovie Hankyū
  - ■ Linea principale Hankyū Kyōto